# Barb Honchak
Barb Honchak (Edwardsville, 30 agosto 1979) è una lottatrice di arti marziali miste statunitense.
Combatte nella divisione dei pesi mosca per l'organizzazione Invicta FC, nella quale è la prima ed attuale campionessa di categoria dal 2013.
È stata premiata Flyweight of the Year ai Women's Mixed Martial Arts Awards nel 2011 e nel 2013 come il migliore peso mosca al mondo in quell'anno, e Fighter of the Year nel 2013.
Per il sito specializzato MMARising.com Honchak è la quarta lottatrice più forte del mondo pound for pound, mentre per le classifiche unificate è la lottatrice più forte del mondo nella categoria dei pesi mosca.

## Biografia
Barb Honchak cresce in una famiglia di appassionati di immersione subacquea, e all'età di 18 anni aveva già la licenza di insegnante di tale disciplina.
È laureata in biologia molecolare.

## Carriera nelle arti marziali miste

### Dilettantismo
La carriera di Barb Honchak come lottatrice dilettante di arti marziali miste inizia nel 2007 con la promozione locale Cage Championships e proseguirà per due anni con varie organizzazioni, tra le quali la HOOKnSHOOT: in nove incontri disputati Honchak ottenne otto vittorie ed una sola sconfitta patita per decisione non unanime contro la futura stella della Bellator Jessica Eye; tra le vittorie da segnalare il KO tecnico contro Jessica Philippus, futura lottatrice Invicta FC.

### Inizi come professionista
Il debutto di Barb Honchak come lottatrice pro avvenne il 28 novembre 2009 nella promozione King of the Cage con una vittoria per sottomissione contro l'imbattuta Monica Lovato (record: 4-0).
Seguirono le sue due prime sconfitte da professionista contro la futura lottatrice dell'UFC Cat Zingano (record: 2-0) e contro l'esperta Angela Magaña (record: 8-4), entrambe per decisione dei giudici di gara; il match contro Zingano era valido per il titolo dei pesi gallo (130 libbre) Fight To Win.
Nel 2011 ottenne un'importante vittoria sulla celebre Felice Herrig (record: 3-2), ed i successivi successi su Amber McAvoy e Nina Ansaroff misero definitivamente in luce Honchak nel circuito delle WMMA.
Nell'ottobre 2011 riuscì nell'impresa di sottomettere la pluricampionessa di MMA ed ex contendente al titolo dei pesi gallo Strikeforce Roxanne Modafferi (record: 15-8), arrivando definitivamente ad essere considerata una delle lottatrici più forti nella divisione dei pesi mosca.

### Invicta Fighting Championships
Nel 2012 si unisce alla divisione dei pesi mosca nella neonata organizzazione statunitense Invicta FC, promozione solamente femminile che puntava a diventare la promozione di riferimento delle WMMA.
Esordisce nell'evento Invicta FC 2: Baszler vs. McMann contro l'imbattuta Bethany Marshall (record: 4-0), imponendosi per KO tecnico durante la seconda ripresa.
Successivamente sfida l'irlandese ed ex campionessa NAAFS Aisling Daly (record: 13-3) in un incontro cruciale per una posizione di futura contendente al titolo di categoria che ancora non era stato creato: Honchak fece valere le sue buone doti in ogni campo delle MMA ed ottenne una vittoria per decisione unanime.
Nel 2013 venne scelta come una delle contendenti al nuovo titolo dei pesi mosca Invicta FC assieme alla brasiliana Vanessa Porto (record: 15-5) che nel frattempo era scesa di categoria dai pesi gallo ed aveva sconfitto una delle pioniere dello sport in Tara LaRosa: in un timido incontro di kickboxing Honchak ebbe il favore dei giudici che le assegnarono la vittoria con i punteggi 50–45, 49–47 e 48–46, divenendo la prima campionessa dei pesi mosca Invicta FC.
In dicembre difende con successo per la prima volta il titolo contro l'aggressiva dirty-boxer Leslie Smith, ottenendo quattro round su cinque da parte di tutti e tre i giudici; entrambe le lottatrici vennero premiate con il riconoscimento Fight of the Night.
La successiva difesa del titolo avvenne nel novembre 2014 nella sua Davenport, dove sconfigge la campionessa dei pesi gallo Deep Jewels Takayo Hashi con una prova efficace ma incolore.

### Risultati nelle arti marziali miste
Gli incontri segnati su sfondo grigio si riferiscono ad incontri di esibizione non ufficiali o comunque non validi per essere integrati nel record da professionista.
| Risultato | Record | Avversario        | Metodo                           | Evento                                       | Data              | Round | Tempo | Città                        | Note                                        |
| --------- | ------ | ----------------- | -------------------------------- | -------------------------------------------- | ----------------- | ----- | ----- | ---------------------------- | ------------------------------------------- |
| Vittoria  | 10-2   | Takayo Hashi      | Decisione (unanime)              | Invicta FC 9: Honchak vs. Hashi              | 1º novembre 2014  | 5     | 5:00  | Davenport, Stati Uniti       | Difende il titolo dei Pesi Mosca Invicta FC |
| Vittoria  | 9-2    | Leslie Smith      | Decisione (unanime)              | Invicta FC 7: Honchak vs. Smith              | 7 dicembre 2013   | 5     | 5:00  | Kansas City, MO, Stati Uniti | Difende il titolo dei Pesi Mosca Invicta FC |
| Vittoria  | 8-2    | Vanessa Porto     | Decisione (unanime)              | Invicta FC 5: Penne vs. Waterson             | 5 aprile 2013     | 5     | 5:00  | Kansas City, MO, Stati Uniti | Vince il titolo dei Pesi Mosca Invicta FC   |
| Vittoria  | 7-2    | Aisling Daly      | Decisione (unanime)              | Invicta FC 3: Penne vs. Sugiyama             | 6 ottobre 2012    | 3     | 5:00  | Kansas City, KS, Stati Uniti |                                             |
| Vittoria  | 6-2    | Bethany Marshall  | KO Tecnico (pugni)               | Invicta FC 2: Baszler vs. McMann             | 28 luglio 2012    | 2     | 1:22  | Kansas City, KS, Stati Uniti | Debutto in Invicta FC                       |
| Vittoria  | 5–2    | Roxanne Modafferi | Sottomissione (rear naked choke) | BEP 5: Breast Cancer Beatdown                | 1º ottobre 2011   | 3     | 1:46  | Fletcher, Stati Uniti        |                                             |
| Vittoria  | 4–2    | Nina Ansaroff     | Decisione (maggioranza)          | Crowbar MMA: Spring Brawl 2                  | 29 aprile 2011    | 3     | 5:00  | Fargo, Stati Uniti           |                                             |
| Vittoria  | 3–2    | Amber McAvoy      | Decisione (unanime)              | WC: Wright Fights 2                          | 11 marzo 2011     | 3     | 5:00  | Saint Charles, Stati Uniti   |                                             |
| Vittoria  | 2–2    | Felice Herrig     | Decisione (unanime)              | Hoosier FC 6: New Years Nemesis              | 14 gennaio 2011   | 3     | 5:00  | Valparaiso, Stati Uniti      |                                             |
| Sconfitta | 1–2    | Angela Magaña     | Decisione (non unanime)          | Ultimate Women Challenge                     | 24 settembre 2010 | 3     | 3:00  | St. George, Stati Uniti      |                                             |
| Sconfitta | 1–1    | Cat Zingano       | Decisione (unanime)              | Fight To Win: Phenoms                        | 30 gennaio 2010   | 3     | 5:00  | Denver, Stati Uniti          | Per il titolo dei Pesi Gallo Fight To Win   |
| Vittoria  | 1–0    | Monica Lovato     | Sottomissione (rear naked choke) | KOTC: Horsepower                             | 28 novembre 2009  | 2     | 3:58  | Mescalero, Stati Uniti       |                                             |
| Vittoria  | NU     | Kalilah Bakar     | KO Tecnico (pugni)               | Cage Championships 18                        | 25 luglio 2009    | 1     | 3:21  | Sullivan, Stati Uniti        |                                             |
| Vittoria  | NU     | Christina Domke   | Sottomissione (triangolo)        | HOOKnSHOOT: 14th Year Anniversary Super Show | 30 maggio 2009    | 2     | 2:19  | Evansville, Stati Uniti      | Vince il torneo HOOKnSHOOT                  |
| Vittoria  | NU     | Lissa Braverman   | Decisione (unanime)              | HOOKnSHOOT: 14th Year Anniversary Super Show | 30 maggio 2009    | 3     | 3:00  | Evansville, Stati Uniti      | Torneo HOOKnSHOOT, Semifinale               |
| Vittoria  | NU     | Jessica Philippus | KO Tecnico (pugni)               | Cage Championships 17                        | 9 marzo 2009      | 2     | 1:24  | Sullivan, Stati Uniti        |                                             |
| Vittoria  | NU     | Jessica Laubacker | Sottomissione (armbar)           | HOOKnSHOOT: GFight 2009 Grand Prix           | 16 gennaio 2009   | 2     | -     | Evansville, Stati Uniti      |                                             |
| Sconfitta | NU     | Jessica Eye       | Decisione (non unanime)          | NAAFS: Night of Champions 2008               | 6 dicembre 2008   | 3     | 3:00  | Cleveland, Stati Uniti       |                                             |
| Vittoria  | NU     | Stefanie Lavender | KO Tecnico (pugni)               | TTP: Battle at The Bend 2                    | 11 ottobre 2008   | 1     | 2:19  | Bethalto, Stati Uniti        |                                             |
| Vittoria  | NU     | Jennifer Gully    | KO (pugni)                       | Big MO Biker Bash 2                          | 29 giugno 2008    | 1     | 0:38  | Hillsboro, Stati Uniti       |                                             |
| Vittoria  | NU     | Melisa Bollinger  | Sottomissione (rear naked choke) | Cage Championships 7                         | 29 settembre 2007 | 2     | 1:10  | Sullivan, Stati Uniti        |                                             |